# Tour Down Under 2010
El Tour Down Under 2010 és la dotzena edició de la cursa ciclista per etapes Tour Down Under. La cursa es disputarà entre el 19 i el 24 de gener de 2010, amb un recorregut de 794 km dividits en sis etapes. Aquesta va ser la prova inaugural del Calendari mundial UCI 2010 i fou guanyada per l'alemany André Greipel, per davant de l'espanyol Luis León Sánchez i el neozelandès Greg Henderson.
Greipel va dominar la cursa de cap a fi, duent el mallot de líder des de la primera etapa i vencent en tres de les sis etapes i la classificació per punts.

## Principals favorits
Els velocistes han estat històricament els favorits a la victòria final al Tour Down Under. En aquesta edició hi ha presents el vigent campió, Allan Davis, ara a l'Astana Qazaqstan Team, Gert Steegmans de l'equip de RadioShack, Baden Cooke, l'equip de Saxo Bank, Greg Henderson de l'Team Sky, i el campió del 2008, André Greipel de Team HTC-Columbia. A més el Caisse d'Epargne ha dut un equip potent, amb el vigent campió de la Volta a Espanya, Alejandro Valverde i Luis León Sánchez. Altres ciclistes amb possibilitats d'obtenir bons resultats són Baden Cooke, Stuart O'Grady, Martin Elmiger, Wesley Sulzberger i Robbie Hunter.

## Equips participants
En ser el Tour Down Under una cursa de l'UCI ProTour, tots els equips ProTour hi són convidats automàticament, tret del Lampre-Fondital que ha vist suspesa la seva llicència temporalment. En aquesta cursa s'estrenen els dos nous equips ProTour, el RadioShack i l'Team Sky. També hi és convidat l'equip UniSA i l'equip continental BMC Racing Team.

## Classificacions finals

### Classificació general
|    | Ciclista          | Equip              | Temps       |
| -- | ----------------- | ------------------ | ----------- |
| 1  | André Greipel     | Team HTC-Columbia  | 18h 47' 05" |
| 2  | Luis León Sánchez | Caisse d'Epargne   | + 11"       |
| 3  | Greg Henderson    | Team Sky           | + 15"       |
| 4  | Robbie McEwen     | Team Katusha       | + 17"       |
| 5  | Luke Roberts      | Milram             | + 17"       |
| 6  | Cadel Evans       | BMC Racing Team    | + 21"       |
| 7  | Eduard Vorgànov   | Team Katusha       | + 25"       |
| 8  | Jurgen Roelandts  | Omega Pharma-Lotto | + 26"       |
| 9  | Robert Hunter     | Garmin-Transitions | + 26"       |
| 10 | Markus Fothen     | Milram             | + 27"       |

|   | Ciclista          | Equip             | Punts |
| - | ----------------- | ----------------- | ----- |
| 1 | André Greipel     | Team HTC-Columbia | 24    |
| 2 | Gregory Henderson | Team Sky          | 18    |
| 3 | Robbie McEwen     | Team Katusha      | 16    |

|   | Ciclista          | Equip           | Punts |
| - | ----------------- | --------------- | ----- |
| 1 | Thomas Rohregger  | Team Milram     | 62    |
| 2 | Valeriy Dmitriyev | Team Astana     | 36    |
| 3 | David Kemp        | UniSA-Australia | 28    |

|   | Ciclista           | Equip                 | Temps       |
| - | ------------------ | --------------------- | ----------- |
| 1 | Jürgen Roelandts   | Omega Pharma-Lotto    | 18h 47' 31" |
| 2 | Wesley Sulzberger  | La Française des Jeux | + 13"       |
| 3 | José Joaquín Rojas | Caisse d'Epargne      | + 20"       |

|   | Equip              | País         | Temps       |
| - | ------------------ | ------------ | ----------- |
| 1 | AG2R La Mondiale   | França       | 56h 22' 45" |
| 2 | Caisse d'Epargne   | Espanya      | + 2"        |
| 3 | Garmin-Transitions | Estats Units | + 29"       |

## Etapes
| Etapa    | Data        | Ciutats d'etapa          | km    | Vencedor de l'etapa    | Líder de la general |
| -------- | ----------- | ------------------------ | ----- | ---------------------- | ------------------- |
| 1a etapa | 19 de gener | Clare – Tanunda          | 141   | André Greipel          | André Greipel       |
| 2a etapa | 20 de gener | Gawler – Hahndorf        | 133   | André Greipel          | André Greipel       |
| 3a etapa | 21 de gener | Unley – Stirling         | 132.5 | Manuel Antonio Cardoso | André Greipel       |
| 4a etapa | 22 de gener | Norwood – Goolwa         | 149.5 | André Greipel          | André Greipel       |
| 5a etapa | 23 de gener | Snapper Point – Willunga | 148   | Luis León Sánchez      | André Greipel       |
| 6a etapa | 24 de gener | Adelaida – Adelaida      | 90    | Christopher Sutton     | André Greipel       |

### 1a etapa
19 de gener de 2010 - Clare - Tanunda, 141 km
Durant la primera etapa els ciclistes passen per dos punts intermedis: a Riverton (44,6 km) i a Kapunda (74,5 km). L'avituallament es troba a Greenock (91,2 km) i un cop passat per primera vegada per meta inicien un circuit en què es troben l'única dificultat muntanyosa de l'etapa a Menglers Hill Road, a 27 km de l'arribada. Els darrers km són totalment plans.
La primera etapa està marcada per una escapada de Blel Kadri (AG2R La Mondiale), Martin Kohler (BMC Racing Team) i Timothy Roe (UniSA-Australia) que arriben a tenir fins a 10' sobre el gran grup, però finalment són agafats pel gran grup, sent la victòria per André Greipel (Team Columbia-HTC). Allan Davis, vigent campió, perd totes les opcions a victòria final en perdre més de 8' a l'arribada.
|   | Ciclista         | Equip              | Temps      |
| - | ---------------- | ------------------ | ---------- |
| 1 | André Greipel    | Team HTC-Columbia  | 3h 15' 30" |
| 2 | Gert Steegmans   | Team RadioShack    | m. t.      |
| 3 | Jurgen Roelandts | Omega Pharma-Lotto | m. t.      |
| 4 | Danilo Wyss      | BMC Racing Team    | m. t.      |
| 5 | Greg Henderson   | Team Sky           | m. t.      |

|   | Ciclista         | Equip              | Temps      |
| - | ---------------- | ------------------ | ---------- |
| 1 | André Greipel    | Team HTC-Columbia  | 3h 15' 20" |
| 2 | Gert Steegmans   | Team RadioShack    | + 4"       |
| 3 | Martin Kohler    | BMC Racing Team    | + 4"       |
| 4 | Jurgen Roelandts | Omega Pharma-Lotto | + 6"       |
| 5 | Blel Kadri       | Ag2r-La Mondiale   | + 6"       |

### 2a etapa
20 de gener de 2010 - Gawler - Hahndorf, 133 km
Després d'un inici ascendent durant els primers 30 km l'etapa es torna majoritàriament plana, amb una sola dificultat muntanyosa, a Checker Hill Road, al km 90. Els ciclistes hauran de passar per dos esprints intermedis, a Lyndoch i a Mount Torrens a 25 km de l'arribada a Hahndorf.
David Kemp (UniSA-Australia), Mickael Delage i Olivier Kaisen (Omega Pharma-Lotto) s'escapen des del primer quilòmetre i arriben a tenir una màxima diferència d'onze minuts al km 35. Pel darrere l'Euskaltel-Euskadi, Team Milram i Saxo Bank intenten enviar ciclistes cap al grup capdavanter, però el gran grup no ho permet. Kemp va intentar en solitari la victòria d'etapa, però el Team Sky i el Team HTC-Columbia ho van evitar. A l'esprint el vencedor fou novament André Greipel, seguit per Greg Henderson i Robbie McEwen.
|    | Ciclista       | Equip              | Temps      |
| -- | -------------- | ------------------ | ---------- |
| 1. | André Greipel  | Team HTC-Columbia  | 3h 23' 49" |
| 2. | Greg Henderson | Team Sky           | m. t.      |
| 3. | Robbie McEwen  | Team Katusha       | m. t.      |
| 4. | Robert Hunter  | Garmin-Transitions | m. t.      |
| 5. | Graeme Brown   | Rabobank ProTeam   | m. t.      |

|    | Ciclista         | Equip              | Temps     |
| -- | ---------------- | ------------------ | --------- |
| 1  | André Greipel    | Team HTC-Columbia  | 6h 38'59" |
| 2. | Greg Henderson   | Team Sky           | + 14"     |
| 3. | Gert Steegmans   | Team RadioShack    | + 14"     |
| 4. | Robbie McEwen    | Team Katusha       | + 16"     |
| 5. | Jurgen Roelandts | Omega Pharma-Lotto | + 16"     |

### 3a etapa
21 de gener de 2010 - Unley - Stirling, 132.5 km
Als 40 km els ciclistes han d'afrontar l'única dificultat muntanyosa del dia. A partir d'aquell punt l'etapa es suavitza per finalitzar amb un final amb lleuger ascens.
Amb una temperatura en alguns moments va superar els 40 °C i un terreny més dificultós que en dies previs l'etapa fou molt complicada per a molts ciclistes, amb molts ciclistes que van perdre temps a l'arribada. L'escapada del dia la protagonitzaren Simon Clarke, Karsten Kroon, Maciej Paterski, Jens Voigt i Jack Bobridge. El Caisse d'Epargne fou l'equip que més va treballar per reduir les diferències per tal que Alejandro Valverde guanyés l'etapa. Amb tot, el campió nacional portuguès Manuel Cardoso es va escapar en el darrer quilòmetre, imposant-se a Valverde i Evans.
|    | Ciclista               | Equip            | Temps      |
| -- | ---------------------- | ---------------- | ---------- |
| 1. | Manuel Antonio Cardoso | Footon-Servetto  | 3h 14' 38" |
| 2. | Alejandro Valverde     | Caisse d'Epargne | + 01"      |
| 3. | Cadel Evans            | BMC Racing Team  | m. t.      |
| 4. | Peter Sagan            | Liquigas         | m. t.      |
| 5. | Mauro Finetto          | Liquigas         | m. t.      |

|    | Ciclista           | Equip             | Temps      |
| -- | ------------------ | ----------------- | ---------- |
| 1. | André Greipel      | Team HTC-Columbia | 9h 53' 38" |
| 2. | Greg Henderson     | Team Sky          | + 14"      |
| 3. | Gert Steegmans     | Team RadioShack   | m. t.      |
| 4. | Alejandro Valverde | Caisse d'Epargne  | m. t.      |
| 5. | Robbie McEwen      | Team Katusha      | 16s        |

### 4a etapa
22 de gener de 2010 - Norwood - Goolwa, 149.5 km
Els primers 25 km són de pujada, fins a arribar a Fox Creek Road. Llavors comença una part ondulada i els darrers 70 km són colpletament plans.
Un trio capdavanter, format per Roe (UniSa), Kohler (BMC) i Kadri (Ag2r), s'escapen per davant, però el gran grup, encapçalat pel Columbia controla la situació en tot moment fins que a poc de l'arribada són agafats. A l'esprint torna a guanyar André Greipel, per davant Robbie McEwen. Alejandro Valverde i Lance Armstrong, entre d'altres, perden 17" a l'arribada en trencar-se el gran grup en els darrers metres.
|    | Ciclista               | Equip             | Temps      |
| -- | ---------------------- | ----------------- | ---------- |
| 1. | André Greipel          | Team HTC-Columbia | 3h 30' 29" |
| 2. | Robbie McEwen          | Team Katusha      | m. t.      |
| 3. | Graeme Brown           | Rabobank ProTeam  | m. t.      |
| 4. | Gert Steegmans         | Team RadioShack   | m. t.      |
| 5. | Manuel Antonio Cardoso | Footon-Servetto   | m. t.      |

|    | Ciclista       | Equip             | Temps       |
| -- | -------------- | ----------------- | ----------- |
| 1. | André Greipel  | Team HTC-Columbia | 13h 23' 57" |
| 2. | Robbie McEwen  | Team Katusha      | + 20"       |
| 3. | Greg Henderson | Team Sky          | + 24"       |
| 4. | Gert Steegmans | Team RadioShack   | m. t.       |
| 5. | Graeme Brown   | Rabobank ProTeam  | + 26"       |

### 5a etapa
23 de gener de 2010 - Snapper Point - Willunga, 148 km
La 5a etapa és la més complicada de la present edició del Tour Down Under, amb un parell de circuits enllaçats als quals els ciclistes hauran de donar un parell de voltes. El primers dels circuits no té cap dificultat muntanyosa de nivell, mentre que en el segon els ciclistes es trobaran amb el Willunga Hill, el qual hauran de superar en dues ocasions, la segona d'elles a sols 18 km per a l'arribada.
Etapa correguda a un ritme molt alt i amb molt de públic al voral de les carreteres. Abans de la darrera ascensió al Willunga Hill el gran grup reduí la fuga del dia, per iniciar-se immediatament l'atac per la general. Cadel Evans (BMC), seguit de Luis León Sánchez, Alejandro Valverde i Peter Sagant (Liquigas) són els primers a atacar, escapant-se i passant al capdamunt del cim amb 33" sobre Greipel. Durant el descens el gran grup reduí la distància, evitant així el canvi de lideratge. En la lluita per l'etapa Luis León guanyà amb 2" sobre Luke Roberts i quedant el segon de la general.
|   | Ciclista           | Equip            | Temps      |
| - | ------------------ | ---------------- | ---------- |
| 1 | Luis León Sánchez  | Caisse d'Epargne | 3h 29' 39" |
| 2 | Luke Roberts       | Milram           | + 2"       |
| 3 | Alejandro Valverde | Caisse d'Epargne | + 4"       |
| 4 | Cadel Evans        | BMC Racing Team  | m. t.      |
| 5 | Peter Sagan        | Liquigas         | + 6"       |

|   | Ciclista          | Equip             | Temps       |
| - | ----------------- | ----------------- | ----------- |
| 1 | André Greipel     | Team HTC-Columbia | 16h 53' 45" |
| 2 | Luis León Sánchez | Caisse d'Epargne  | + 11"       |
| 3 | Luke Roberts      | Milram            | + 17"       |
| 4 | Robbie McEwen     | Team Katusha      | + 20"       |
| 5 | Cadel Evans       | BMC Racing Team   | + 21"       |

### 6a etapa
24 de gener de 2010 - Adelaida - Adelaida, 90 km
La darrera etapa es realitza pels carrers d'Adelaida en un circuit urbà, totalment pla, de 4,5 km als quals els ciclistes han d'anar donant voltes fins a completar els 90 km totals.
|   | Ciclista           | Equip             | Temps      |
| - | ------------------ | ----------------- | ---------- |
| 1 | Christopher Sutton | Team Sky          | 1h 53' 20" |
| 2 | Greg Henderson     | Team Sky          | m. t.      |
| 3 | Graeme Brown       | Rabobank ProTeam  | m. t.      |
| 4 | Robbie McEwen      | Team Katusha      | m. t.      |
| 5 | André Greipel      | Team HTC-Columbia | m. t.      |

|   | Ciclista          | Equip             | Temps       |
| - | ----------------- | ----------------- | ----------- |
| 1 | André Greipel     | Team HTC-Columbia | 18h 47' 05" |
| 2 | Luis León Sánchez | Caisse d'Epargne  | + 11"       |
| 3 | Greg Henderson    | Team Sky          | + 15"       |
| 4 | Robbie McEwen     | Team Katusha      | + 17"       |
| 5 | Luke Roberts      | Milram            | + 17"       |

## Evolució de les classificacions
| Etapa | Vencedor               | Classificació general | Classificació de la muntanya | Classificació per punts | Classificació dels joves | Classificació per equips | Combativitat      |
| ----- | ---------------------- | --------------------- | ---------------------------- | ----------------------- | ------------------------ | ------------------------ | ----------------- |
| 1     | André Greipel          | André Greipel         | Timothy Roe                  | Martin Kohler           | Martin Kohler            | Ag2r-La Mondiale         | Timothy Roe       |
| 2     | André Greipel          | André Greipel         | Timothy Roe                  | André Greipel           | Jurgen Roelandts         | Ag2r-La Mondiale         | David Kemp        |
| 3     | Manuel Antonio Cardoso | André Greipel         | Thomas Rohregger             | André Greipel           | Jurgen Roelandts         | Ag2r-La Mondiale         | Simon Clarke      |
| 4     | André Greipel          | André Greipel         | Thomas Rohregger             | André Greipel           | Jurgen Roelandts         | Ag2r-La Mondiale         | Stef Clement      |
| 5     | Luis León Sánchez      | André Greipel         | Thomas Rohregger             | André Greipel           | Jurgen Roelandts         | Ag2r-La Mondiale         | Cadel Evans       |
| 6     | Christopher Sutton     | André Greipel         | Thomas Rohregger             | André Greipel           | Jurgen Roelandts         | Ag2r-La Mondiale         | Wesley Sulzberger |
| Final | Final                  | André Greipel         | Thomas Rohregger             | André Greipel           | Jurgen Roelandts         | Ag2r-La Mondiale         | --                |

## Punts UCI
| #  | Ciclista           | Equip | Punts |
| -- | ------------------ | ----- | ----- |
| 1  | André Greipel      | THR   | 119   |
| 2  | Luis León Sánchez  | GCE   | 86    |
| 3  | Gregory Henderson  | SKY   | 79    |
| 4  | Robbie McEwen      | KAT   | 67    |
| 5  | Luke Roberts       | MRM   | 54    |
| 6  | Cadel Evans        | BMC   | 43    |
| 7  | Eduard Vorgànov    | KAT   | 30    |
| 8  | Jürgen Roelandts   | OLO   | 22    |
| 9  | Robert Hunter      | GRM   | 11    |
| 10 | Manuel Cardoso     | FOT   | 7     |
| 11 | Alejandro Valverde | GCE   | 6     |
| 12 | Christopher Sutton | SKY   | 6     |
| 13 | Gert Steegmans     | RSH   | 5     |
| 14 | Graeme Brown       | RAB   | 5     |
| 15 | Markus Fothen      | MRM   | 4     |
| 16 | Peter Sagan        | LIQ   | 2     |
| 17 | Danilo Wyss        | BMC   | 1     |
| 18 | Mauro Finetto      | LIQ   | 1     |

| #  | Equip              | Punts |
| -- | ------------------ | ----- |
| 1  | Team HTC-Columbia  | 119   |
| 2  | Team Katusha       | 97    |
| 3  | Caisse d'Epargne   | 92    |
| 4  | Team Sky           | 85    |
| 5  | Team Milram        | 58    |
| 6  | BMC Racing Team    | 44    |
| 7  | Omega Pharma-Lotto | 22    |
| 8  | Garmin-Transitions | 11    |
| 9  | Footon-Servetto    | 7     |
| 10 | Rabobank ProTeam   | 5     |
| 11 | Team RadioShack    | 5     |
| 12 | Liquigas-Doimo     | 3     |

| #  | País         | Punts |
| -- | ------------ | ----- |
| 1  | Austràlia    | 175   |
| 2  | Alemanya     | 123   |
| 3  | Espanya      | 92    |
| 4  | Nova Zelanda | 79    |
| 5  | Ucraïna      | 30    |
| 6  | Bèlgica      | 27    |
| 7  | Sud-àfrica   | 11    |
| 8  | Portugal     | 7     |
| 9  | Eslovàquia   | 2     |
| 10 | Suïssa       | 1     |
| 11 | Itàlia       | 1     |